# Маде (Нідерланди)
Маде (нід. Made) — місто в нідерландській провінції Північний Брабант. Входить до муніципалітету Дріммелен.
Його площа становить 11,46 км², а населення станом на 2021 рік складало 12 470 осіб.
Перша згадка про населений пункт датується 1321 роком.
До 1997 року мало статус окремого муніципалітету.

## Галерея

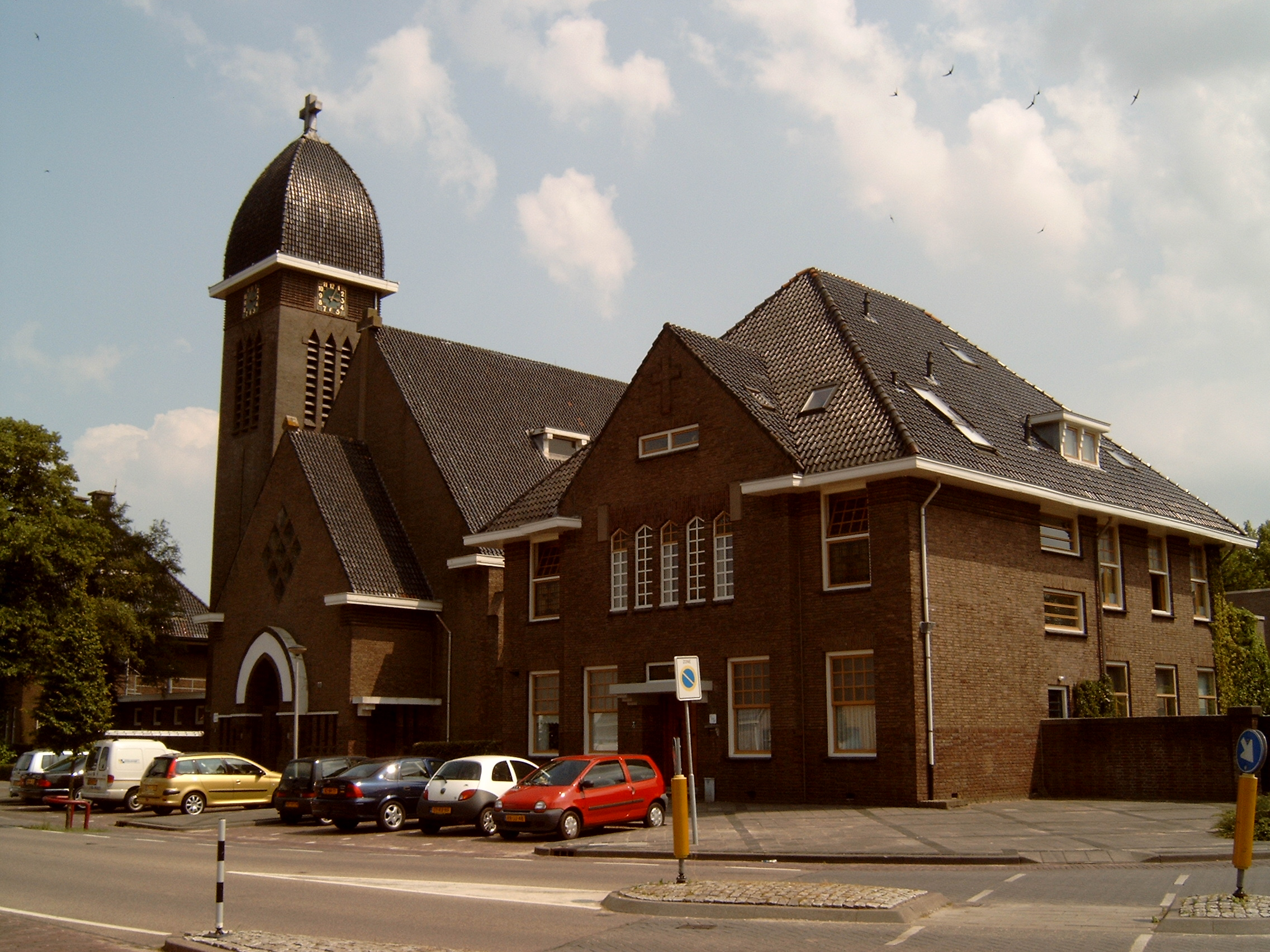
Католицька церква
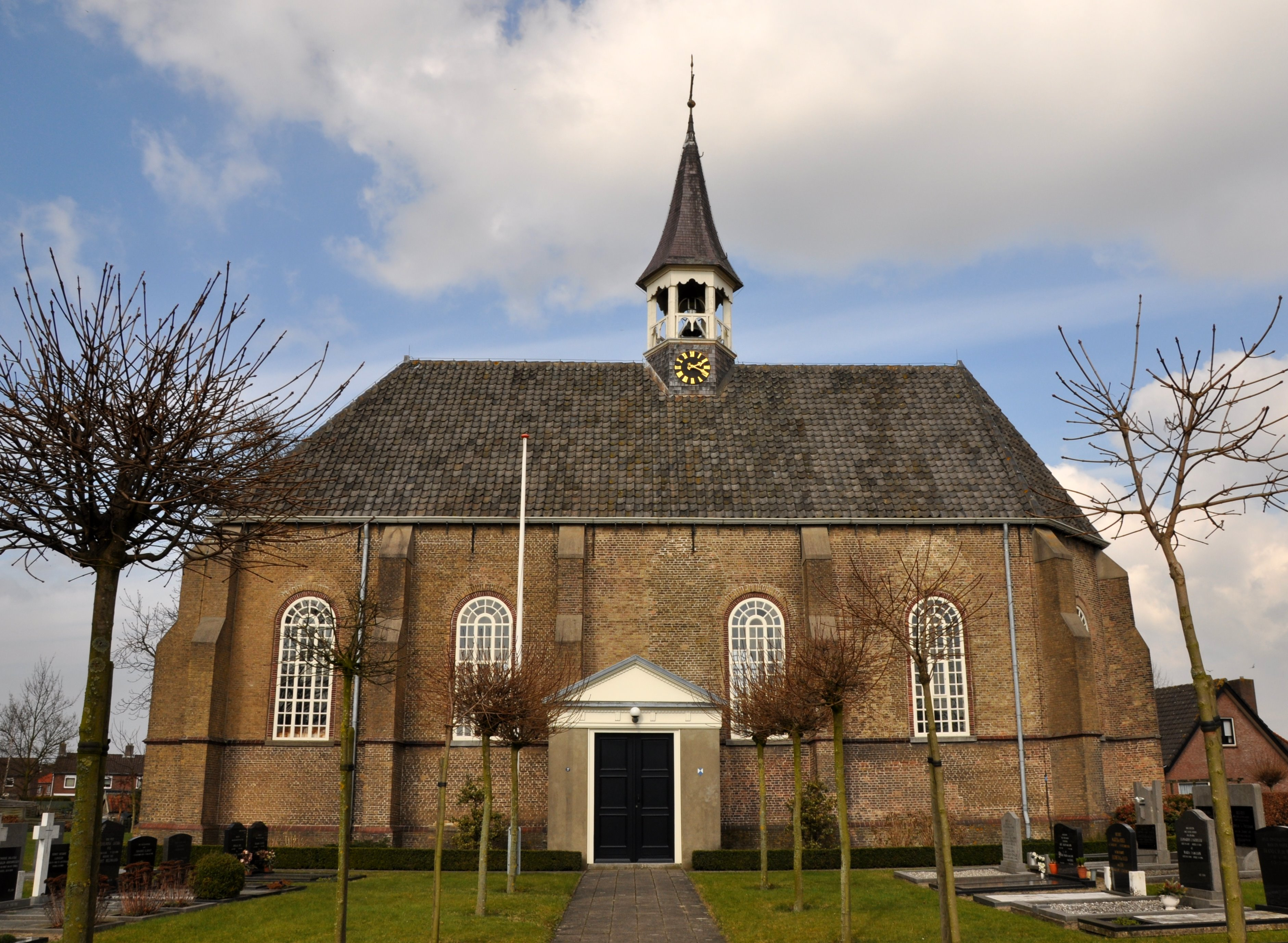
Протестантська церква
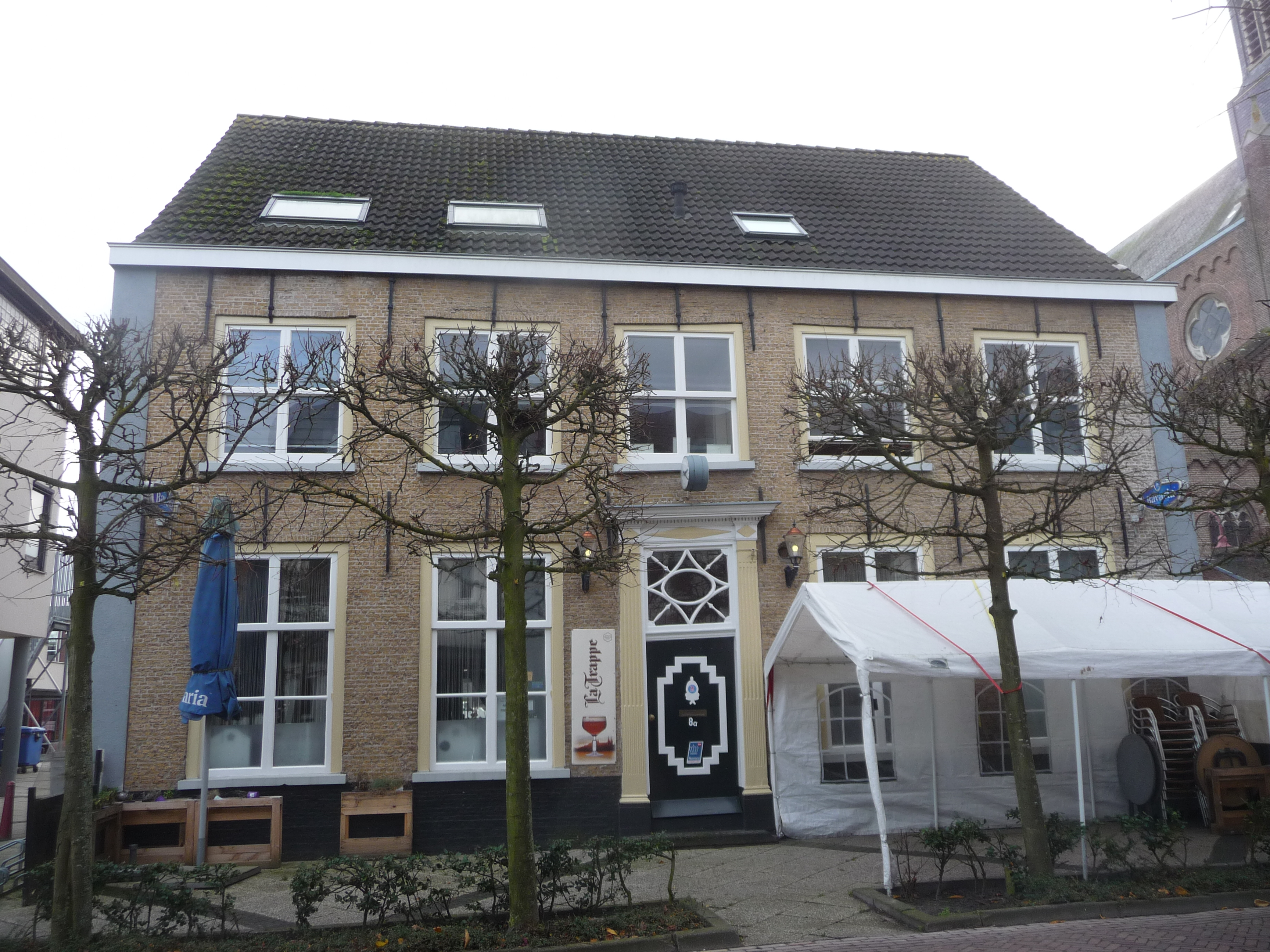
Паб у місті
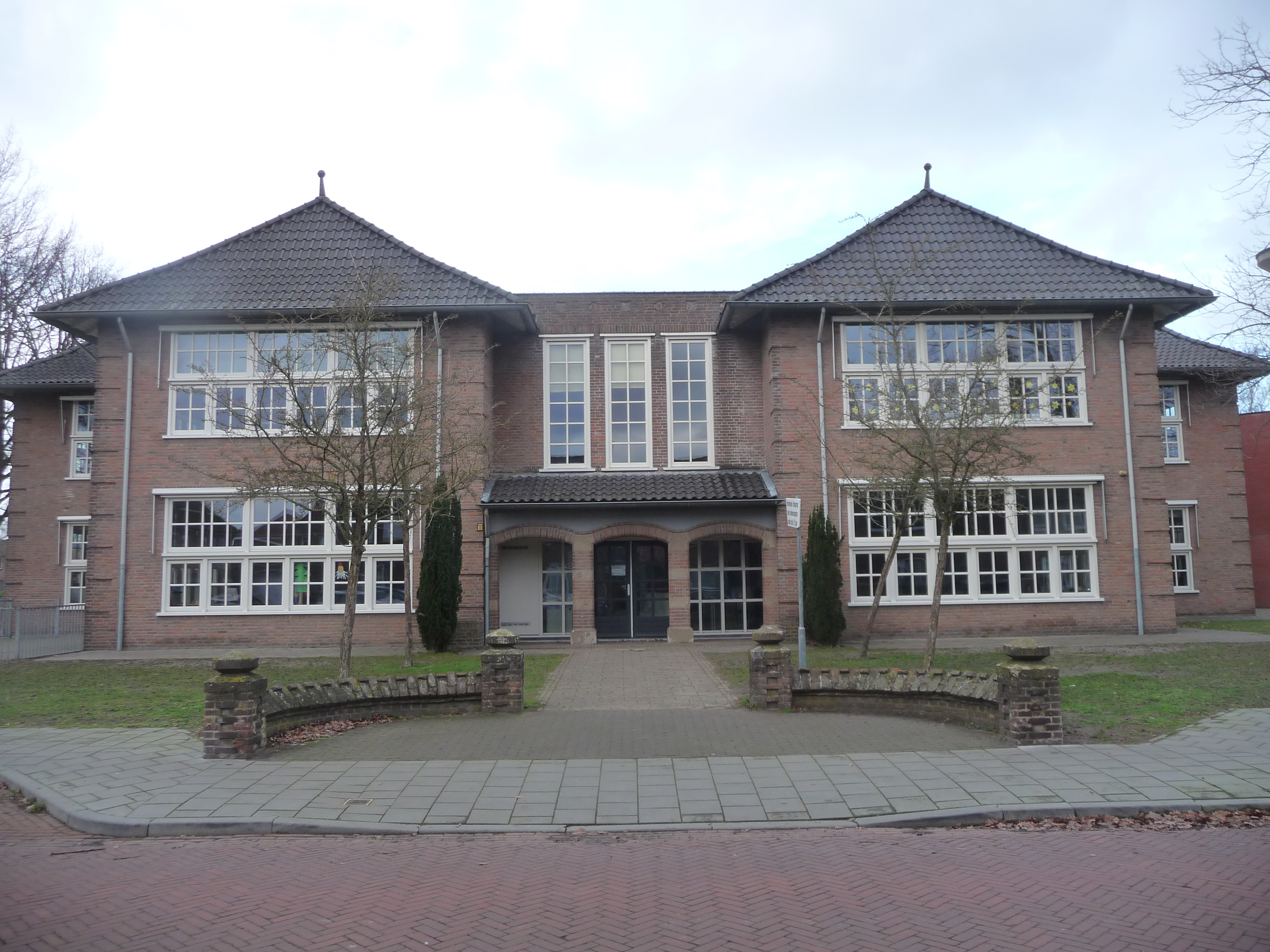
Школа